# Gök Medrese

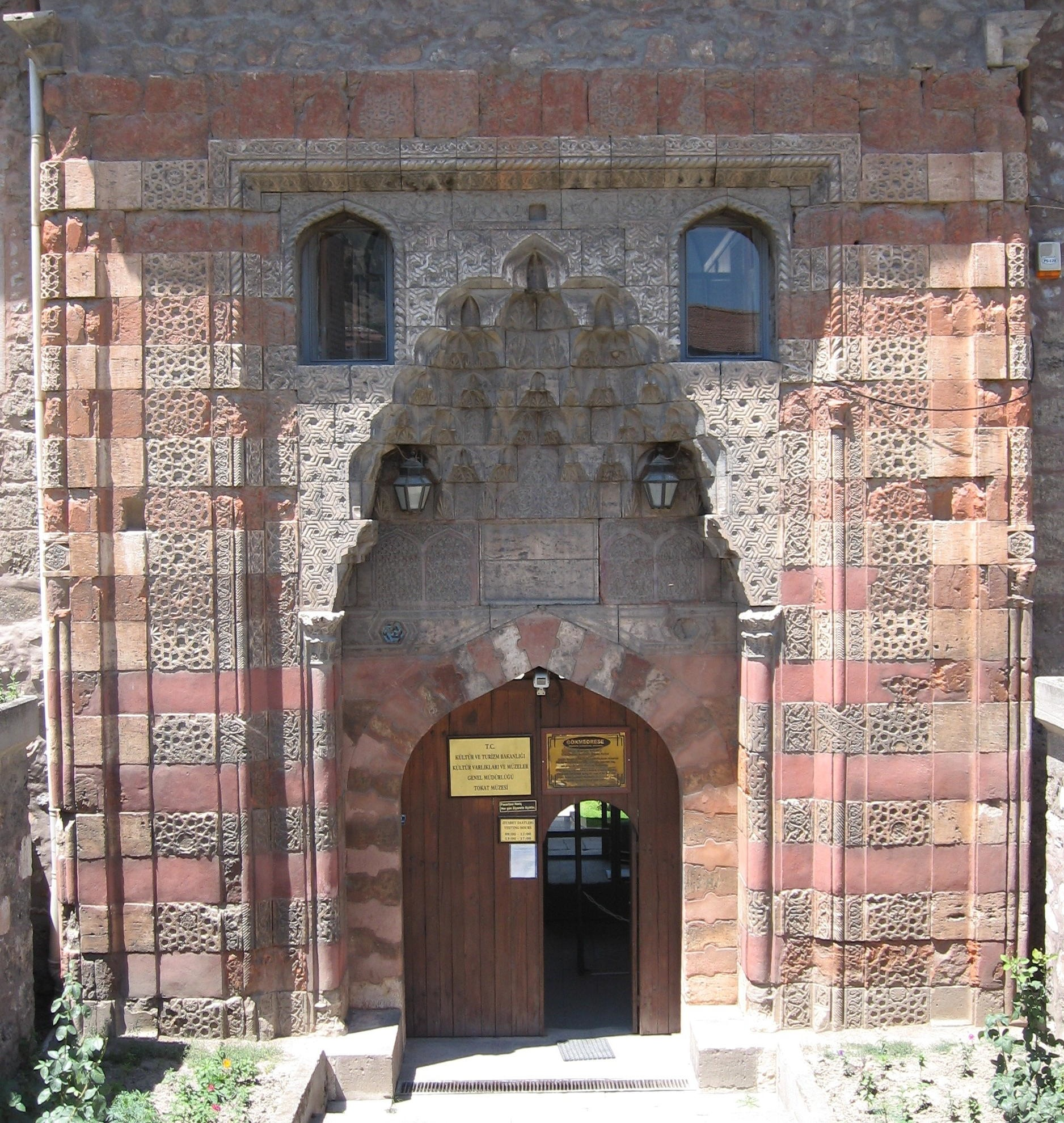
De ingang van de Gök Medresse

De Gök Medresse of Gökmedrese is een 13e-eeuwse madrassa in de Turkse stad Tokat. Het is gebouwd ten tijde van het sultanaat Rum. Tegenwoordig bevindt zich achter de ingang van het gebouw het Stedelijk Museum van Tokat.